# سوزان كاربنتر
سوزان كاربنتر (بالإنجليزية: Susan Carpenter)‏ (1966 - )؛ كاتِبة ناقدة أمريكية من كاليفورنيا. تخرّجت من جامعة ويسكونسن ماديسون. كانت كاتبة تحقيق صحفي في صحيفة لوس أنجلوس تايمز.